# Prince of Persia: The Sands of Time
A Prince of Persia: The Sands of Time (röviden SoT) egy külső nézetes videójáték, ami az akció- és kalandjátékok jegyeit ötvözi a platformelemekkel. 2003 novemberében jelent meg a Ubisoft kiadásában. A Sands of Time trilógia a sorozat korábbi részeihez (Prince of Persia, Prince of Persia 2: The Shadow and the Flame, illetve Prince of Persia 3D) nem kapcsolódik, bár Jordan Mechner, a sorozat atyja még részt vett a Sands of Time készítésében.
A Ubisoft Montreal (ők voltak a felelősök többek között a Tom Clancy’s Splinter Cell című játékért) sikeresen vegyítette az eredeti részek platformelemeit az új kor szellemében készülő 3D-s környezettel. (Volt korábban egy hasonló próbálkozás a Red Orb Entertainmenttől 1999-ben, ami a viszonylag kedvező kritikák ellenére nem volt jövedelmező, a fejlesztő cég mára már bezárta kapuit.) A kritikusok főleg a Sands of Time dizájnját és játékmechanizmusát, valamint érdekes történetét dicsérték, több díjjal is jutalmazták.
A korszak minden nagyobb platformjára (Windows, PlayStation 2, Xbox, GameCube) megjelent, később Game Boy Advance és mobiltelefonos változat is érkezett. Az egész trilógiát tartalmazó HD változat Playstation 3-ra is megjelent. Két közvetlen folytatása (Prince of Persia: Warrior Within 2004-ben, Prince of Persia: The Two Thrones 2005-ben) jelent meg, majd 2010-ben a Prince of Persia: The Forgotten Sands, ami a Sands of Time és a Warrior Within közötti összekötő kapocs a történetben.

## Játékmenet

A játék során számtalan csapda állja a Herceg útját, elkerülésükhöz fontos a pontos időzítés.

A Sands of Time 3D-s platformjáték, erősen épít akrobatikus és ügyességi elemekre, fontos a gyorsaság és a jó időzítés. A főhős képes a falakon futni, illetve a falról oda és vissza ugorva magasabb helyeket elérni, oszlopokra és más építményekre felmászni, párkányokon és mélyedésekben megkapaszkodni. Az imént felsorolt néhány képesség használata pedig nélkülözhetetlen a csapdák elkerüléséhez vagy az előforduló logikai részek megoldásához.
A harc szintén akrobatikus elemekkel van kiegészítve, például a Herceg a falon felfutva, majd elugorva ellenfeleit meglepheti támadásával, vagy átívelve felettük egy hátukra mért kardcsapással okozhat jelentős sebzést. Az ellenfél csapásait pedig kivédheti vagy elkerülheti, akiket természetükből adódóan véglegesen csak a Dagger of Time (Az idő tőre) segítségével győzhet le. (Miután a földre került, 5 másodperc áll a rendelkezésére, hogy tőrét használja, különben az ellenfél talpra áll és folytatja a harcot.)
Az Idő tőrének sajátossága, hogy 10 másodpercnyire visszamehet vele az időben, hogy egy elhibázott ugrást vagy egy rossz támadást újból megpróbáljon. (1 homoktárolónyit kell felhasználnia.) Emellett az időt lassíthatja vagy az ellenfeleket „lefagyaszthatja”, így könnyű célponttá változtatva őket, (ezek 1 félholdba kerülnek), míg ha önmagán használva rendkívül gyorssá válik (10 másodpercig tart a hatása), akkor az összes félholdat fel kell áldozni, cserébe az ellenfeleknek esélyük sem lesz.
Ezek a képességek tehát korlátozottak, a játékos a tőrt ellenségek legyőzésével vagy homokfelhőkből újra feltöltheti. 8 homokfelhő megtalálásával növelhető a tőr befogadóképessége, míg 16 ellenfél legyőzésével egy újabb félhold a jutalom.
Számos vízforrás van a játékban, amiből kortyolva a Herceg életereje visszatöltődik. A maximális életereje pedig növelhető, ha a játékos az elrejtett életnövelő kutakat megtalálja (9 van összesen).
A történet során egy társa akad majd, Farah, aki segít a feladványok megoldásánál, illetve íjával a harcban. Azonban, ha a játékos nem figyel rá és nem védi meg, akkor meghal, a játék pedig véget ér és a legutolsó mentésétől folytathatja.

## Történet

Az ellenfelek végleges legyőzéséhez az Idő Tőrét kell használni, máskülönben felkelnek a földről újra harcképes állapotban.

Sharaman, Perzsia királya és fia, akit csak Prince-nek (Herceg) neveznek, Indiába indultak, hogy elfoglaljanak egy várost (valószínűsíthető, hogy a fővárosról, azaz Delhiről van szó, de konkrét említése nem történik) Azad tartományban (fiktív helyszín) a maharadzsa áruló tanácsadójának, Viziernek a segítségével. A Hercegnek ez az első háborúja, tiszteletet és dicsőséget akar kiharcolni magának. A maharadzsa kincstárába veszi az irányt, ahol rejtélyes tárgyakat talál. Az Idő Homokját őrző Homokórát (Hourglass), illetve az Idő Tőrét (Dagger of Time) és hamar rájön, hogy kis időre vissza tudja forgatni az idő kerekét.
A Herceg megmutatja apjának a zsákmányt, az Idő Tőrét, a Vizier pedig követeli magának a segítségért. (A megegyezésük szerint ő választhatott volna a maharadzsa kincsei közül.) Sharaman visszautasítja, mert a Homokórát ajándékba szánja Azad szultánjának, a tőrt pedig fiának akarja adományozni, hisz ez volt az első háborúja. A maharadzsa szépséges lányát, Farah hercegnőt foglyul ejti a hódító sereg.
A megszerzett zsákmánnyal és a hercegnővel a hadsereg Azad felé indul. Amikor a király átadja ajándékait szövetségesének, Vizier ráveszi a Herceget, hogy nyissa ki a Homokórát (csak a tőr képes erre), ami olyan csodákat hoz majd a földre, amilyet ember még nem látott. Azonban a felnyitása elszabadította az Idő Homokját, ami az egész város népét megfertőzte, homokszörnnyé változtatta.
A Herceg a tőrnek, Farah a medáljának, Vizier pedig a botjának köszönhetően menekült meg a homok pusztító hatásaitól. A Vizier magához akarja ragadni a tőrt, azzal az ürüggyel, hogy visszacsinálja a történteket, a Herceg viszont sikeresen elmenekül előle. Szövetkezik Farahval, hogy helyrehozzák a kárt, amit okozott és megpróbálnak visszajutni a Homokórához, amit Vizier a Hajnal Tornyába (Tower of Dawn) helyezett. Nem csak a homokszörnyek, hanem a város beindult védelmi mechanizmusa (csapdák) is folyamatos nehézséget jelentenek útjuk során, valamint romantikus szál is kialakulni látszik kettőjük között.
A Herceg egy Homok Örvényben (Sand Vortex – megmutatja a közeljövő történéseit) látja, ahogy Farah ellopja tőle a tőrt. Amikor a Homokórához érnek, elbizonytalanodik és kérdőre vonja Faraht, hogy miért olyan segítőkész. (Hisz őt elrabolták és népét legyőzték.) Vizier pedig megjelenik és egy varázslattal eltaszítja őket, kis híján megszerezve az Idő Tőrét, a Herceg viszont sikeresen elveszi előle, de a katakombákba zuhannak. A Herceg felfedi klausztrofóbiáját Farah előtt, ő pedig elmesélt egy történetet, amikor az anyukája megtanított neki egy varázsszót (Kakolookiyam – Ez egy szanszkrit állatmeséből, a Pancsatantrából ered.), ami segít neki, mikor fél. Ez megnyitott egy járatot és így folytathatták útjukat, ami a fürdőbe vezetett, ahol szerelmük beteljesedik.
Amikor felébred, Farah eltűnt a tőrrel, a nyakláncát hagyva csak hátra. A Herceg utánaered a Hajnal Tornyába, de későn érkezik, Faraht körbeveszik az ellenségek, ő pedig minden erőfeszítése ellenére se tudja megmenteni szerelmét, aki lezuhan a Homokórát tároló terembe. A Herceg lemegy, hogy gyászolja szerettének elvesztését. Vizier ismét feltűnik a semmiből, hatalmat és halhatatlanságot kínálva. A Herceg dühében felugrik a Homokórára és a tőrrel visszazárja az Idő Homokját, így meg nem történtté téve az eseményeket (Grand Rewind) és visszapörgeti az időt az ostrom előtti éjszakára. (Ezzel azonban a hercegnővel való románcát is eltörli, mert ő nem emlékszik majd semmire.) Elindul, hogy figyelmeztesse Faraht apja tanácsadójának árulásáról. Elmeséli neki az egész történetét és azt is, hogy hogyan kerülheti el a támadást. Ekkora betoppan Vizier és sor kerül a végső küzdelemre. Miután a Herceg győzedelmeskedik, átadja a tőrt Farahnak, aki továbbra sem tudja elhinni a halottakat. Amikor a nevéről kérdezi a Herceget, ő azt feleli, hívja nyugodtan Kakolookiyam-nak, majd eltűnik a távolban, Farah pedig csodálkozik, hogy talán mégis az igazat beszélte.

## Platformok közötti eltérések
- GameCube (és Game Boy Advance): Egy „Így készült” videót, valamint az első részt és annak felújított első pályáját tartalmazta. (Két kontroller szükséges: Az egyiken a B-t lenyomva tartva, a másikon pedig az A, B, Y, X, Y, A, B, X kombinációt kell lenyomva hozható elő) Ha játék közben csatlakoztatnak egy Game Boy Advance-t és az azon lévő The Sands of Time játékot, akkor folyamatosan gyógyulni fognak a karakter sérülései. Ebben a változatban a párbeszédek kicsit jobban le vannak tömörítve, hogy felférjenek egy lemezre.[2]
- Xbox: Az NTSC verzió az első és második Prince of Persia részt is tartalmazta egy „Így készült” videó mellett. A PAL változathoz csak az első rész járt.
- PS2: Az első részt tartalmazza, illetve annak a felújított első pályáját, ami egy kód segítségével elérhető. (Amikor a játékos az erkélyen áll, hosszan tartsa lenyomva az L3-at és közben nyomja le a következőeket: X, Négyzet, Háromszög, Kör, Háromszög, X, Négyzet, Kör)
- PC: Az első rész felújított pályáját tartalmazza. (A teendő hasonló a PS2-es változathoz, hosszan tartsa lenyomva az X-et és közben nyomja le a következőeket: Space, Bal egérgomb, E, C, E, Space, Bal egérgomb, C.
- Mobiltelefon: A Gameloft a teljes trilógiának elkészítette a mobil változatát.[3][4][5]

## Soundtrack
A Prince of Persia: The Sands of Time zenéit tartalmazó kiadványt a játék megjelenésekor adta ki a Ubisoft. A The Tea Party kanadai rock együttesből Stuart Chatwoodot kérték fel a számok megalkotására. Az alkotásban még részt vett Ali Tajvidi és Bijan Mortazavi iráni zeneszerző, illetve a Le Trio Joubran együttes. Az ének Maryem Tollar egyiptomi származású kanadai énekesnő érdeme.
| 1.  | Welcome to Persia           | 1:02 |
| 2.  | Introducing the Prince      | 1:39 |
| 3.  | Call to Arms                | 0:39 |
| 4.  | Prelude Fight               | 1:34 |
| 5.  | A Dagger Is Found           | 0:36 |
| 6.  | A Princess Is Stolen        | 1:08 |
| 7.  | Behold the Sands of Time    | 2:45 |
| 8.  | Start Running               | 0:28 |
| 9.  | Discover the Royal Chambers | 1:57 |
| 10. | Dreamtime                   | 0:41 |
| 11. | A Question of Trust         | 0:52 |
| 12. | Father Is That You?         | 0:31 |
| 13. | Attack of the Sand Griffins | 1:15 |
| 14. | Don't Enter the Light       | 2:02 |
| 15. | Enter the Royal Palace      | 1:26 |
| 16. | A Long Way Up               | 1:04 |
| 17. | A Vision                    | 0:07 |
| 18. | Royal Baths                 | 1:45 |
| 19. | A Bad Dream                 | 0:58 |
| 20. | Chaos in the Zoo            | 1:44 |
| 21. | Lost in the Crypts          | 1:47 |
| 22. | Farah Enlightens the Prince | 2:29 |
| 23. | A Brief Oasis               | 0:59 |
| 24. | Awake                       | 0:36 |
| 25. | Trouble in the Barracks     | 1:47 |
| 26. | Library                     | 1:42 |
| 27. | The Prince Hesitates...     | 1:08 |
| 28. | Tower of Dawn               | 1:34 |
| 29. | Farah Perishes              | 1:10 |
| 30. | At What Cost                | 0:22 |
| 31. | Reverse the Sands of Time   | 3:03 |
| 32. | The Battle Begins           | 0:17 |
| 33. | The Vizier Must Die         | 0:59 |
| 34. | Finish the Vizier           | 0:43 |
| 35. | Farewell Princess           | 3:08 |
| 36. | Time Only Knows             | 3:46 |

## Fogadtatás
| Összegzőoldal | Értékelés |
| ------------- | --------- |
| GameRankings  | 89%       |
| Metacritic    | 89/100    |

| Szerző    | Értékelés |
| --------- | --------- |
| Eurogamer | 9/10      |
| GameSpot  | 8,9/10    |
| GameSpy   | 4/5       |
| IGN       | 8,8/10    |
| PC Guru   | 96/100    |

| Szerző       | Díj                                            |
| ------------ | ---------------------------------------------- |
| IGN          | Editors' Choice Award (Szerkesztők választása) |
| Gamespot     | Editors' Choice Award                          |
| Penny Arcade | Év játéka 2003                                 |

Az IGN 9,6-os értékelést adott a konzolos változatokra (PS2, XBOX, GC) változatra és 2003 legjobbjának választotta, kiemelve az intuitív irányítást, a lehengerlő hangulatot és az ügyes logikai feladványokat. Ugyanezekre a változatokra a Gamespot 9-es értékelést adott, őszintén ajánlva minden videójáték kedvelőnek, méltatva a grafikát. A Zero Punctuation véleménye szerint remek az idő manipuláció, a környezet és a platform elemek kidolgozása és a karakterfejlődése a Hercegnek és Farahnak, az egyetlen negatívumként az önismétlő harcot nevezi meg.
Általánosságban elmondható, hogy a legtöbbet dicsért részek: grafika, akrobatikus harc és platformrészek, a jól kidolgozott, kézre álló irányítási rendszer, a Herceg animációi, a történet és az idő irányításának lehetősége.
A PC Guru a gyönyörű grafikát, az ötletes pályatervezést, a kiváló harcrendszert és az újszerű, időmanipulálásra építő játékmenetet nevezte a játék legfőbb pozitívumainak, míg magát a játékot kicsit rövidnek és könnyűnek találta a cikk írója. A 2003 legjobbjait összesítő listájában a magazin a "legjobb folytatás" és a "legjobb grafika (művészi díj)" kategóriákban rangsorolta első helyre a játékot.

## Filmváltozat
A Prince of Persia: The Sands of Time filmváltozatának cselekménye csak lazán kapcsolódott a játékhoz. A filmet Mike Newell rendezte és a főbb szerepeket Jake Gyllenhaal, Gemma Arterton, Ben Kingsley és Alfred Molina alakították. A forgatási helyszín az Egyesült Királyság és Marokkó volt. Eredetileg 2009 júliusában került volna a mozikba, míg végül 2010 májusára halasztották.
A film a Disney számára készült és a Jerry Bruckheimer's Studios forgatta a Karib-tenger kalózai filmek stábjával közösen. A vegyes kritikák ellenére sikerként könyvelhették el a készítők, ráadásul az egyik legjobban értékelt videójátékon alapuló, élőszereplős filmmé vált.